# Open Source Malária
O projeto Open Source Malária é uma iniciativa de estudantes e pesquisadores da Austrália, Europa e América tentando encontrar a cura para a malária. Open Source Malária é guiada por princípios de código aberto, onde todos os dados, resultados e cadernos de laboratório são livremente e permanentemente acessível on-line sem taxas de assinatura ou barreiras de registro. Qualquer pessoa pode contribuir.

## Regras
Open Research Source adota as seguintes regras básicas:
1. Todos os dados estão abertos e todas as idéias são compartilhadas.
2. Qualquer pessoa pode participar em qualquer nível
3. Não haverá patentes
4. Sugestões são a melhor forma de crítica
5. A discussão pública é muito mais valiosa do que um e-mail privado
6. Um projeto aberto é maior do que (e não é propriedade de), qualquer determinado laboratório.

Um ponto final - o projeto é aberto, ninguém é dono.